# ميناي نوجي
ميناي نوجي (بالإنجليزية: Minae Noji)‏ هي ممثلة أمريكية، ولدت في 30 مايو 1973 بلوس أنجلوس في الولايات المتحدة.

## أعمال

### أفلام
- (2005) مذكرات فتاة الغيشا[2]
- (2014) سلاحف النينجا[3][4][5][6]

### مسلسلات
- سلاحف النينجا
- نجمة ضد قوى الشر

## وصلات خارجية
- ميناي نوجي على موقع IMDb (الإنجليزية)
- ميناي نوجي على موقع قاعدة بيانات الأفلام العربية
- ميناي نوجي على موقع ألو سيني (الفرنسية)
- ميناي نوجي على موقع أول موفي (الإنجليزية)
- ميناي نوجي على موقع قاعدة بيانات الفيلم (الإنجليزية)
- ميناي نوجي على موقع كينوبويسك (الروسية)